# Newsarama
Newsarama — американський вебсайт, що публікує новини, інтерв’ю та аналітичні матеріали про американську індустрію коміксів. Належить компанії Future US. У червні 2020 року Newsarama було об’єднано з вебсайтом GamesRadar+, який також є власністю Future US.

## Історія
Newsarama виник у середині 1995 року як серія дописів на інтернет-форумах у розділі коміксів на платформі Prodigy, які публікував фанат Майк Доран. У цих повідомленнях Доран ділився новинами про комікси, які знаходив у мережі, і з часом, коли ці пости стали регулярними й популярними, він назвав їх «Prodigy Comic Book Newswire».
У січні 1997 року Доран почав публікувати версію своєї колонки під назвою The Comics Newswire у спільнотах Usenet, присвячених коміксам (зокрема, rec.arts.comics). Назва з часом трансформувалась у The Newswire, потім у CBI Newsarama, і зрештою — у Newsarama у 1998 році за участі співзасновника Метта Брейді. У тому ж 1998 році Newsarama зробив великий прорив, коли першим повідомив про продаж Джимом Лі видавництва WildStorm компанії DC Comics, що закріпило за сайтом статус одного з головних джерел новин індустрії.
Newsarama став одним із перших онлайн-ресурсів новин у сфері коміксів, що дозволило йому здобути популярність завдяки оперативному висвітленню подій — швидше, ніж це могли робити традиційні друковані видання. Якщо на початку в колонці повідомляли та новини, і чутки, з часом Newsarama перейшов до більш журналістського, перевіреного підходу.